# ليوبولد نواك
ليوبولد نواك (بالألمانية: Leopold Nowak)‏ هو عالم موسيقى نمساوي، ولد في 17 أغسطس 1904 في فيينا في النمسا، وتوفي بنفس المكان في 27 مايو 1991.

## وصلات خارجية
- ليوبولد نواك على موقع مونزينجر (الألمانية)
- ليوبولد نواك على موقع ميوزك برينز (الإنجليزية)
- ليوبولد نواك على موقع ديسكوغز (الإنجليزية)